# The Big One (película)
The Big One es una película documental de 1997 escrita y dirigida por el documentalista y activista estadounidense Michael Moore, y estrenada por Miramax Films. La película documenta a Moore durante la gira de promoción de su libro de 1996 Downsize This! alrededor de los Estados Unidos. A través de las 47 ciudades que visita, Moore descubre y describe los fracasos económicos estadounidenses y el miedo al desempleo de los trabajadores estadounidenses.

## Sinopsis
Gran parte de la película muestra a Moore persiguiendo sin éxito a los jefes y directores ejecutivos de las principales corporaciones en los EE. UU. para confrontarlos o realizar una entrevista personal en profundidad. Finalmente puede hablar con Nike. 
La película critica al presidente Bill Clinton y a otros candidatos importantes en las elecciones presidenciales de 1996 por no abordar los problemas económicos. Se analiza la traición de Clinton a los ideales económicos progresistas.